# Інтенсивність сніготанення
Інтенсивність сніготанення — кількість води, що утворюється в процесі танення снігу за одиницю часу. Інтенсивність сніготанення визначають на мікромайданчиках (1 м²) з ізоляцією ґрунту плівкою для запобігання вбиранню . Інтенсивність сніготанення й дощові опади у весняний період головні чинники весняного водопілля на річках України. В свою чергу головним фактором регуляції сніготанення виступає залісеність території.